# Ван Цзе (тайконавт)
Ван Цзе (кит. упр. 王杰, пиньинь Wáng Jié, родился в сентябре 1989г.) — китайский инженер-ракетчик и тайконавт (космонавт).

## Биография[3]
Ван Цзэ, по национальности - Хань, родился в сентябре 1989 года в городском округе Баян-Нур, в автономном районе Внутренняя Монголия. Выходец из крестьянской семьи Ван Цзэ получил высшее образование, учась сначала в Шэньянском университете аэронавтики и затем в Пекинском университете аэронавтики и астронавтики. Результатом учебы и исследовательских работ в этих учебных заведениях стала докторская степень по технической механике. В июне 2009 г. он стал членом КПК. С 2016 года и до зачисления в отряд космонавтов Ван Цзэ работал в Китайской исследовательской академии космической техники CAST, занимаясь проблемами снижения уровня вибраций и виброизоляции спутниковых платформ в процессе их проектирования.
В сентябре 2020 года после подачи заявления и жесткого отбора Ван Цзе был зачислен в третью группу кандидатов в космонавты и прошел двухлетний курс общекосмической подготовки по программе бортинженеров, получив квалификацию «космонавт 4-го класса». Уже в отряде космонавтов Ван был зачислен в ряды Вооруженных сил, он имеет воинское звание полковника Сухопутных войск. Результатом всесторонней оценки непосредственной подготовки к полету стало назначение Ван Цзэ членом экипажа космического корабля «Шэньчжоу-20» и 9-й основной экспедиции на орбитальной станции Тяньгун. Миссия началась стартом космического корабля «Шэньчжоу-20» 4го апреля 2025г..
Статистика полетов Ван Цзэ
| #               | Статус в полете | Корабль, Миссия         | Старт, UTC           | Корабль посадки | Посадка, UTC    | Налёт               | ВКД: время (количество) |
| --------------- | --------------- | ----------------------- | -------------------- | --------------- | --------------- | ------------------- | ----------------------- |
| 1               | Член экипажа    | Шэньчжоу-20, Тяньгун(9) | 24.04.2025, 09:17:31 | Шэньчжоу-20     | В полете        | 115дн. 5час. 10мин. | 6 часов 30 минут (1)    |
| Суммарный налёт | Суммарный налёт | Суммарный налёт         | Суммарный налёт      | Суммарный налёт | Суммарный налёт | 115дн. 5час. 10мин. | 6 часов 30 минут (1)    |

### Комментарии
1. ↑  ВКД — Внекорабельная деятельность или выход в открытый космос